# Bolax
Bolax es un género de plantas herbáceas en la familia de las Apiaceae. Comprende 29 especies descritas y, de estas, solo dos aceptadas. Es originaria de Sudamérica.

## Taxonomía
El género fue descrito por Comm. ex Juss. y publicado en Genera Plantarum 226. 1789. La especie tipo es Bolax gummifera (Lam.) Spreng.	

## Especies seleccionadas
A continuación se brinda un listado de las especies del género Bolax aceptadas hasta septiembre de 2012, ordenadas alfabéticamente. Para cada una se indica el nombre binomial seguido del autor, abreviado según las convenciones y usos.
- Bolax caespitosa Hombr. & Jacquinot ex Decne.
- Bolax gummifera (Lam.) Spreng.